# Герич Ігор Дионізович
Ігор Дионізович Герич (нар. 15 жовтня 1961 — 15 червня 2014) — український лікар, доктор медичних наук, професор, завідувач кафедри хірургії № 1 ЛНМУ імені Данила Галицького, голова Львівського осередку Асоціації хірургів України, громадський діяч.

## Біографічні відомості
Народився 15 жовтня 1961 року у м. Турка в родині відомих бойківських лікарів — Віри і Дионізія Герич.
У 1984 р. з відзнакою закінчив Львівський державний медичний інститут (нині — Львівський національний медичний університет імені Данила Галицького) за спеціальністю лікувальна справа. У 1985 р. після отримання кваліфікації хірурга працював лікарем-хірургом Турківської центральної районної лікарні.
У 1985—1987 рр. — проходив строкову військову службу в складі обмеженого контингенту радянських військ в Демократичній Республіці Афганістан. Брав участь у бойових діях, тричі був пораненим, нагороджений бойовими (Орден Червоної Зірки, Медаль «За відвагу») та почесними (Грамота Президії Верховної Ради СРСР, численні ювілейні медалі) урядовими нагородами СРСР, почесними відзнаками уряду Демократичної Республіки Афганістан.
Після демобілізації короткочасно працював лікарем-хірургом II хірургічного відділення Львівської клінічної лікарні швидкої медичної допомоги, допоки в серпні 1987 р. поступив в аспірантуру при кафедрі загальної хірургії Львівського державного медичного інституту, яку закінчив в 1991 р. захистом кандидатської дисертації «Методи регіонарного впливу в лікуванні гострого ускладненого калькульозного холециститу». В 1991 р. був прийнятий на посаду асистента каферди загальної хірургії Львівського державного медичного інституту, в 1994 р.  — обраний на посаду доцента. В 1998 році захистив докторську дисертацію «Гнійна хірургічна інфекція, зумовлена парентеральним вживанням наркотиків: клініка, діагностика та лікування» . В 1999 році отримав науковий ступінь доктора медичних наук. З 2002 р. після отримання звання професора до 2013 р.  — професор кафедри загальної хірургії, з 2013 — завідувач кафедри хірургії № 1 Львівського національного медичного університету імені Данила Галицького.
З 2005 р. по 2008 р.  — начальник Головного управління охорони здоров'я Львівської обласної державної адміністрації, голова Українського лікарського товариства у Львові.
З 2005 р. по 2010 р. — член Національної ради з питань охорони здоров'я населення при Президентові України, член Вищої вченої ради Міністерства охорони здоров'я України, член дорадчої ради при Комітеті Верховної Ради України з питань охорони здоров'я. З 2010 р. — голова правління Галицької лікарняної каси, гостьовий професор Школи біоетики Українського католицького університету, де в рамках сертифікатної програми з біоетики «На службі охорони життя» викладає курс «Лікарська етика». У 2014 р. — довірена особа кандидата у Президенти України Петра Порошенка у територіальному виборчому окрузі № 120 на Львівщині.
Помер в неділю, 15 червня 2014 року від серцевого нападу.

## Напрями наукових досліджень
Розпрацювання питань невідкладної хірургії гострих захворювань органів черевної порожнини, гнійної хірургії, хірургічної гепатології, герніології, грижі Ґілмора, сепсису, ран, опіків, хірургічних проблем СНІДу, профілактики гнійно-септичних ускладнень у хірургії, лікарської етики.
Автор понад 450 наукових і навчально-методичних праць, серед них 20 авторських свідоцтв і патентів на винаходи, 6 підручників, 15 монографій. Підготував 6 кандидатів наук.

## Основні праці
- Методи регіонарного впливу в комплексному лікуванні гострого ускладненого калькульозного холециститу (канд. дис.), Львів, 1991;
- Гнійна хірургічна інфекція у наркоманів: причини, умови та етапи розвитку, Acta Med Leopol 1995, № 1;
- Бактеріологічна характеристика вогнищ гнійної хірургічної інфекції, зумовленої парентеральним вживанням наркотиків Acta Med Leopol 1996, № 1;
- Гнійна хірургічна інфекція, зумовлена парентеральним вживанням наркотиків: клініка, діагностика та лікування (докт. дис) Львів, 1998;
- Загальна хірургія (підручник) К., Здоров'я, 1999 (співавт.);
- Антибіотикопрофілактика в хірургії (довідник). Львів, Галицька видавнича спілка, 2000 (співавт.);
- СНІД у хірургічній клініці (монографія) Тернопіль, Укрмедкнига, 2001 (співавт.);
- Хірургія (підручник) К.,Здоров'я, 2004 (співавт.);
- Профілактика інфікування ВІЛ в медичній практиці (монографія) Львів, Гердан Графіка, 2004 (співавт.);
- Тактика хірургічного лікування лімфатичного філяріатозу (монографія) Львів, Ліга-прес, 2008 (співавт.);
- Антибіотикотерапія в хірургії:2009 (Довідник), Львів, Ліга-прес, 2009 (співавт.);
- Liquid volumetric vulnerometry and criteria of vulnerometrical estimation of the wound, Вісник УМСА 2009, № 1 (співавт.)•Антибіотикотерапія в хірургії:2010 (Довідник), Львів, Галицька видавнича спілка, 2010(співавт.); CANVAS 1: the first Phase III, randomized, double-blind study evaluating ceftaroline fosamil for the treatment of patients with complicated skin and skin structure infections, Journal of Antimicrobial Chemotherapy 2010, Volume65, Suppl 4, iv41-iv51 (співавт.);

## Вшанування пам'яті
24 листопада 2015 р., відбулося відкриття меморіальної дошки (автор роботи — скульптор, народний художник Василь Ярич) пам'яті лікаря, доктора медичних наук, професора, завідувача кафедри хірургії № 1 ЛНМУ імені Данила Галицького, голови Львівського осередку Асоціації хірургів України, громадського діяча Ігоря Герича.
Меморіальну дошку відкрили у травматологічному відділенні комунальної міської клінічні лікарні швидкої допомоги, біля кабінету хірурга, в якому Ігор Дионізович Герич працював.